# Kayao
Kayao là một tổng thuộc  tỉnh Bazéga ở miền trung Burkina Faso. Thủ phủ là thị xã Kayao. Theo điều tra dân số năm 1996, tổng này có tổng dân số 37.615 người..

## Các thị xã và làng xã
•  Kayao • Dapoury • Doundouni • Goumsin • Ilyalla • Kilou • Kinkirou • Kossilci • Kossoghin • Koukoulou • Lado • Pinghin • Poa • Rellou • Sancé • 
Sondré • Singdin • Tim-Tim • Yada • Yallo-Gouroungou • Yellou • Yéaoanga • Gomogho • Goumsa • 